# Hostegesis
Hostegesis, in italiano noto anche come Ostegesi (825 circa – 864) è stato un vescovo arabo di Malaga dall'845 fino alla morte.

## Biografia
È ricordato soprattutto per il coinvolgimento nella disputa con l'abate Sansone, il quale venne accusato di blasfemia davanti ad un concilio tenutosi a Cordova nell'862, per volontà dell'emiro Muḥammad I (852-886). Non a caso Hostegesis viene denunciato all'interno nell'opera scritta dall'abate nell'864 con il titolo Apologeticum contra perfidos in qualità di collaboratore dei dominatori musulmani (nello specifico per aver condotto un censimento dei cristiani nella diocesi di Malaga con lo scopo di riscuotere da loro le tasse per conto dell'emiro). Quest'opera è anche attualmente l'unica fonte disponibile per ricavare informazioni sulla figura del vescovo malacitano. Non si conoscono con precisione le date di nascita e di morte: nell'Apologeticum, Sansone afferma che Hostegesis acquistò la mitra vescovile a vent'anni nell'845, senza tener conto delle regole ecclesiastiche; questo fa pensare che fosse nato allora verso l'825. Egli avrebbe retto in modo malevolo la diocesi per più di diciannove anni, dall'845 circa, quando successe al vescovo Amalsuindo, fino a dopo l'864. Si hanno più notizie riguardo alle sue parentele: presso la corte di Cordova si trovava suo padre Avurnus, definito come "usuraio" che si era convertito all'Islam, e lo zio materno Samuele, che era stato un vescovo della diocesi di Elvira (poi fuggito a Cordova e convertitosi anch'esso all'Islam). L'accusa di Sansone attraverso l'Apologeticum era in realtà un modo per dire che essi facevano parte di una cultura di corte d'élite contro la quale egli si era ribellato.
Sansone tratteggia negativamente la figura di Hostegesis, presentato come un simoniaco, avaro e prevaricatore, personaggio "troppo vicino" alla corte musulmana di Al-Andalus: talmente vicino da imporre un censimento dei cristiani della propria diocesi e da offrire i registri contabili risultanti (utili alla tassazione) alla corte andalusa. Sansone parla di questi fatti come di un oltraggio, ma per l'epoca raccogliere dati fiscali e ricevere la visita di importanti amministratori, erano senza dubbio attività normali per un vescovo sotto il dominio islamico nella penisola iberica. La stessa interferenza degli emiri negli affari diocesani si spiega con l'intenzione di controllare un corpo di fedeli, quello cattolico, che in alcune regioni rappresentava ancora la maggioranza della popolazione. Sansone imputava a Hostegesis anche l'essersi recato in visita nella casa del magnate e funzionario Hexim nel giorno dedicato alla Vergine Maria, trascurando gli offici quotidiani e i doveri pastorali previsti.

## L'eresia antropomorfita
Il contenzioso con l'abate Sansone nasceva anche dalle reciproche accuse di promuovere dottrine antropomorfite nella Chiesa cattolica di Cordova. Queste dottrine si rifacevano ad esperienze precedenti e attribuivano a Dio fattezze umane, in più ne proponevano una visione per cui esso è in tutte le cose non per essenza, ma per sottigliezza. Oltre a ciò, gli antropomorfiti affermavano che Gesù Cristo fosse stato concepito nel cuore di Maria e non nel suo seno. L'antropomorfismo era legato ad un'eresia sviluppatasi in area mesopotamica nel corso del IV secolo d.C. e i cui seguaci venivano definiti come audiani (o quartodecimani). Costoro si riconoscevano nel rifiuto dei dettami del concilio di Nicea (325) e nella commemorazione della morte di Cristo nel giorno stesso in cui cade la Pasqua ebraica, ovvero il 14º giorno del mese di nisan.
Non è sbagliato pensare che la diffusione di quest'eresia in area cordovana fosse stata facilitata e influenzata dal convivere quotidiano con la fede musulmana, così come similmente era avvenuto per l'iconoclastia nel mondo bizantino. Il concilio di Cordova dell'862 si tenne espressamente per condannare l'antropomorfismo, usandolo come pretesto per l'aspra lotta politica che in quegli anni si stava tenendo tra coloro che spingevano verso un avvicinamento con il mondo islamico e coloro che invece intendevano difendere strenuamente l'ortodossia. Lo scontro tra Hostegesis e Sansone si spiega così anche in quest'ottica.
Sempre nell'Apologeticum, Sansone ribadisce che ad aver introdotto queste "pericolose dottrine" nel contesto cordovano fu proprio il vescovo Hostegesis, prendendo l'esempio dagli eresiarchi Romano e Sebastiano. Per ribattere a queste affermazioni, durante il concilio, Hostegesis avrebbe accusato l'abate di "permettere il matrimonio tra cugini” (una critica che appare non del tutto inverosimile, visto che questa pratica era ben presente nel costume musulmano), accusa a cui poi rispose nel breve trattato De gradibus consanguinitatis.